# Allodiaptomus satanas
Allodiaptomus satanas é uma espécie de crustáceo da família Diaptomidae.
É endémica da Índia.